# Свомпскотт (Массачусетс)
Свомпскотт (англ. Swampscott) — місто (англ. town) в США, в окрузі Ессекс штату Массачусетс. Населення — 15 111 особа (2020).

## Демографія
Згідно з переписом 2010 року, у місті мешкало 13 787 осіб у 5520 домогосподарствах у складі 3820 родин. Було 5888 помешкань
Расовий склад населення:
| - 94,6 % — білих - 1,9 % — азіатів - 1,2 % — чорних або афроамериканців - 0,1 % — корінних американців |

До двох чи більше рас належало 1,4 %. Частка іспаномовних становила 2,6 % від усіх жителів.
За віковим діапазоном населення розподілялося таким чином: 22,8 % — особи молодші 18 років, 59,4 % — особи у віці 18—64 років, 17,8 % — особи у віці 65 років та старші. Медіана віку мешканця становила 45,3 року. На 100 осіб жіночої статі у місті припадало 88,6 чоловіків;  на 100 жінок у віці від 18 років та старших — 84,0 чоловіків також старших 18 років.
Середній дохід на одне домашнє господарство  становив 136 692 долари США (медіана — 105 169), а середній дохід на одну сім'ю — 162 349 доларів (медіана — 127 146). Медіана доходів становила 85 568 доларів для чоловіків та 63 638 доларів для жінок. За межею бідності перебувало 6,1 % осіб, у тому числі 8,7 % дітей у віці до 18 років та 4,7 % осіб у віці 65 років та старших.
Цивільне працевлаштоване населення становило 7263 особи. Основні галузі зайнятості: освіта, охорона здоров'я та соціальна допомога — 28,6 %, науковці, спеціалісти, менеджери — 18,3 %, роздрібна торгівля — 8,6 %, фінанси, страхування та нерухомість — 7,9 %.